# Nico Dostal
Nico Dostal (Korneuburg, Baja Austria, 27 de noviembre de 1895 - Salzburgo, 27 de octubre de 1981) fue un compositor austriaco, sobrino del también compositor Hermann Dostal. Es conocido principalmente por su música cinematográfica y operetas, aunque compuso también música sacra. Su nombre completo era Nikolaus Josef Michael Dostal.

## Obra

### Operetas
- Die exzentrische Frau, 1922.
- Lagunenzauber, 1923.
- Clivia, 1933. Contine la popular canción Ich bin verliebt grabada en diferentes ocasiones.
- Die Vielgeliebte, 1934.
- Prinzessin Nofretete, 1936.
- Extrablätter, 1937.
- Monika, 1937.
- Die Ungarische Hochzeit, 1939.
- Die Flucht ins Glück, 1940.
- Die große Tänzerin, 1942.
- Eva im Abendkleid, 1942.
- Manina, 1942.
- Verzauberte Herzen, 1946.
- Ein Fremder in Venedig, 1946.
- Süße kleine Freundin, 1949.
- Zirkusblut, 1950.
- Der Kurier der Königin, 1950.
- Doktor Eisenbart, 1952.
- Der dritte Wunsch, 1954.
- Liebesbriefe Operette, 1955.
- So macht man Karriere, 1961.
- Rhapsodie der Liebe, 1963.
- Der goldene Spiegel.
- Don Juan und Figaro oder Das Lamm des Armen, 1990.